# آندره کالیسیر
آندره کالیسیر (ارمنی: Անդրե Չելիշիր؛ سوئدی: André Calisir؛ زادهٔ ۱۳ ژوئن ۱۹۹۰ در استکهلم) بازیکن فوتبال در پست مدافع اهل سوئد-ارمنستان است.

## باشگاهی
از باشگاه‌هایی که در آن بازی کرده‌است می‌توان به باشگاه فوتبال دیورگاردن اشاره کرد.

## تیم ملی
وی همچنین در تیم ملی فوتبال زیر ۱۹ سال سوئد و تیم ملی فوتبال ارمنستان بازی کرده‌است. کالیسیر نخستین بازی ملی خود را که یک بازی دوستانه بود در تاریخ ۴ ژوئن ۲۰۱۸ در کماتن این تیرول در مقابل مولداوی انجام داده‌است.

## افتخارات
Jönköping
- Superettan: 2015

IFK Göteborg
- جام حذفی فوتبال سوئد: ۲۰۱۹–۲۰[۲]

## زندگی شخصی
کالیسیر در سوئد به دنیا آمد و ارمنی و آشوری‌تبار می‌باشد. پدر وی یک آشوری زاده ترکیه و مادرش نیز ارمنی‌تبار می‌باشد و وی واجد شرایط بازی در تیم ملی فوتبال ارمنستان است.